# Volant de reacció

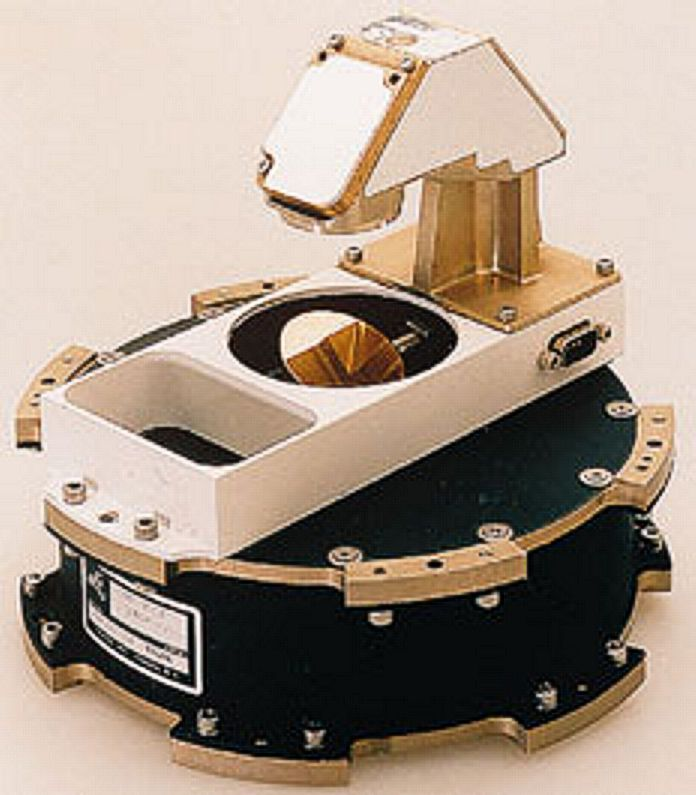
Roda de reacció que comprèn un Sensor-Terra cònic d'alta precisió

Una roda o volant de reacció és un tipus de volant d'inèrcia utilitzat en un giny espacial per canviar el seu moment angular sense consumir combustible. S'utilitza per als canvis fins en el control d'actitud, per exemple, quan un Telescopi espacial enfoca una estrella. Les rodes de reacció també permeten augmentar la càrrega útil en el llançament i estalviar combustible. Una roda de reacció consta d'un motor elèctric que fa girar una roda cada cop més ràpid. Per la conservació del moment angular la nau gira, de manera proporcional, en la direcció oposada a la rotació del motor. Aquest tipus de roda només permet la rotació de l'enginy al voltant del seu centre de massa però en cap cas genera un moviment de translació.

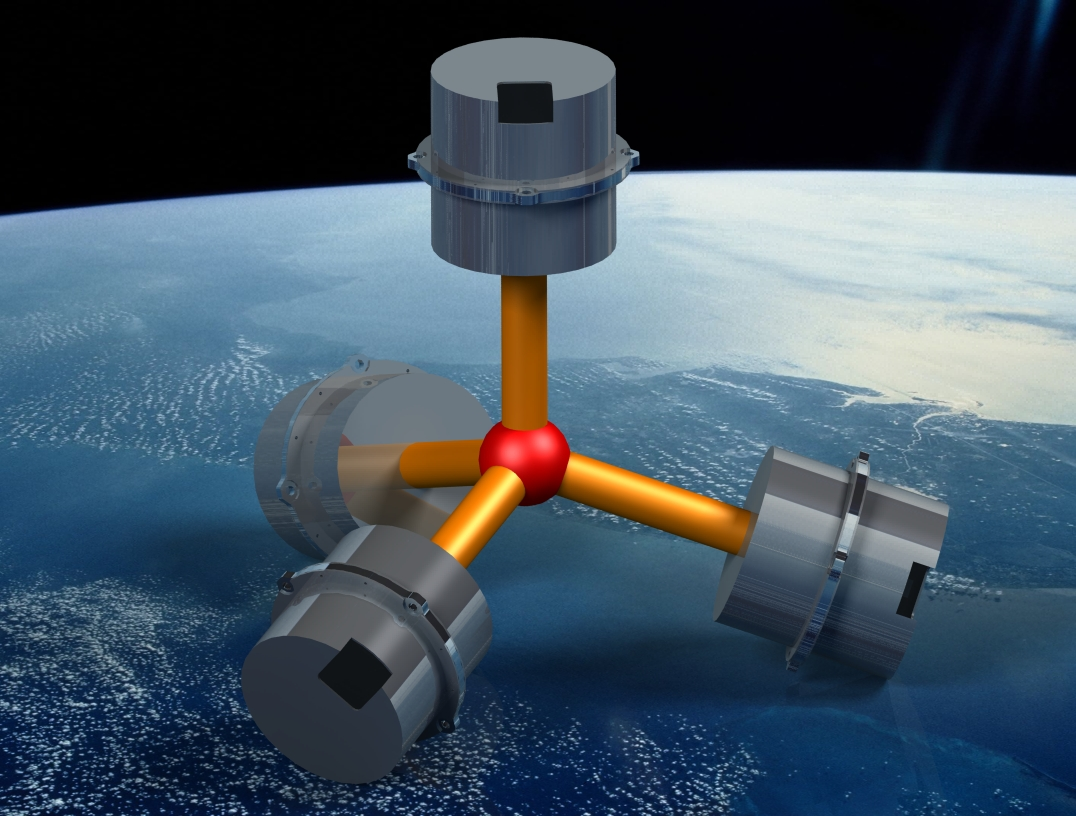
Quatre rodes de reacció en una configuració tetraèdrica
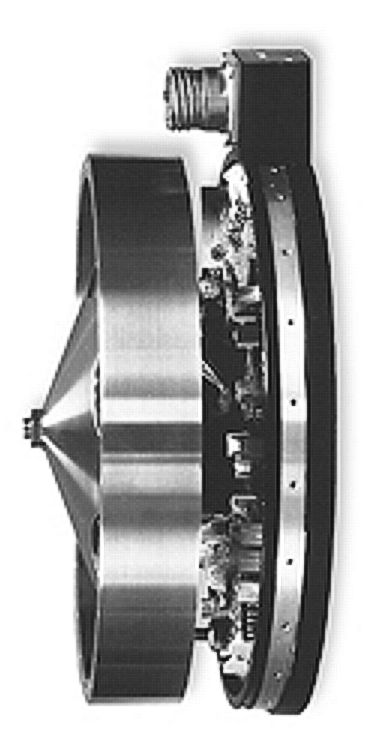